# 三野町太刀野
三野町太刀野（みのちょうたちの）は、徳島県三好市の町名。郵便番号771-2305。

## 地理
北は三野町太刀野山、東は河内谷川を挟んで三野町芝生、西から南は三好郡東みよし町にそれぞれ接する。東端の河内谷川が南端の吉野川へ南流する。

### 河川
- 吉野川
- 河内谷川

### 小字
- 谷東
- 中条
- 西ノ久保
- 原
- 東川原

## 歴史
- 2006年（平成18年）3月1日 - 三好郡三野町が池田町・山城町・井川町・東祖谷山村・西祖谷山村と合併して三好市が発足し、現在の町名となる。

## 世帯数と人口
2021年（令和3年）12月31日現在の世帯数と人口は以下の通りである。
| 町丁         | 世帯数  | 人口  |
| ------------ | ------- | ----- |
| 三野町太刀野 | 285世帯 | 604人 |

## 小・中学校の学区
市立小・中学校に通う場合、学区は以下の通りとなる。
| 番地         | 小学校                               | 中学校             |
| ------------ | ------------------------------------ | ------------------ |
| 東川原       | 三好市立芝生小学校                   | 三好市立三野中学校 |
| 東川原を除く | 三好市立芝生小学校太刀野分校（休校） | 三好市立三野中学校 |

## 施設
- 道の駅三野
- 出雲神社
- 西岡神社
- 日吉神社
- 松尾神社

## 交通

### 鉄道
- 地内に鉄道はなく、最も最寄駅はJR徳島線の江口駅である。

### 道路
高速
- 徳島自動車道
  - 太刀野トンネル

都道府県道
- 徳島県道12号鳴門池田線
- 徳島県道264号出口太刀野線
- 香川県道・徳島県道108号勝浦三野線

### 橋梁
- 角の浦大橋 - 県道264号。吉野川。